# Euthystachys abbreviata
Euthystachys abbreviata är en tvåhjärtbladig växtart som först beskrevs av Ernst Meyer, och fick sitt nu gällande namn av A. Dc.. Euthystachys abbreviata ingår i släktet Euthystachys och familjen Stilbaceae. Inga underarter finns listade i Catalogue of Life.